# エスパークス
『エスパークス』（ラテン文字表記は Esparks または E/P）は、当時サンエックスの社員であった征矢浩志（ソッピー君）による漫画作品（第1弾、第2弾は現・漫画家の笹木竹丸が原作に参加）、及び同作の主人公の名前である。
サンエックスの文具シリーズとして1989年に第1弾のシリーズが発売され、以降1年に2回新作の発表が行われ、1995年の第9弾まで発売が続けられた。1992年からはメディアミックス展開も行われた。

## 概要
ノートに漫画の本編を、カンペンケースなどにサイドストーリーや番外編を掲載、さらに鉛筆や消しゴムがノート内のゲーム（漫画の合間に双六などのゲームが挿入されており、これらのゲームがそのままストーリー進行につながるような仕掛けになっていた）を進めるためのサイコロやヒント（エスパー文字と呼ばれる暗号など）になっており、それらを組み合わせることでストーリーを楽しむという物で、「学校で遊ぶ」ためのアイテムだった。
この発想により、第3弾発売（90年9月）前には文房具では前例が無かった店頭事前告知ポスターが用意されるほどの人気となり、第5弾が発売（91年9月）される頃には子供たちの間ではエスパークス現象と言えるほどの大人気となっており、それを受けて様々な媒体に取り上げられさらなる流行の兆しを見せるが、同時にノートの漫画の内容が複雑化し、「もはやノートでは無く漫画である」というPTAからの批判により、エスパークス文房具シリーズは学校への持込が禁止されてしまった。その影響でやむなく第9弾で打ち切りとなった。
1994年には、ノート、カンペンケースの漫画第8弾までのストーリーを収録・書き下ろしを加えたスーパーバトルコミックが2巻まで発売（小学館）。第8･1/2弾と第9弾は発売前だったため未収録。
第1弾 - 第4弾までは1冊完結、第5弾から第8弾は2冊完結の構成を取っていた。また、各シリーズ、ノートは表紙が2パターン存在し、表紙によってストーリーの結末が変わるといったシリーズも珍しくなかった。スーパーバトルコミック掲載時には、2つの完結を混ぜ合わせた物が掲載された。
1993年には、『月刊コロコロコミック』に山下高弘による漫画（第7、8弾の漫画化）が、『小学二年生』に玉井たけしによる漫画が、『小学三年生』にむさしのあつしによる漫画が、『小学五年生』『小学六年生』にひかわ博一による漫画が連載されていた。

### タイトルの由来
当時、小学館の学年別学習雑誌で紹介されていた征矢浩志による解説によると、『エスパークス』とはエスパー（超能力）とスパーク（火花）とロックバンドの「スパークス」の合成であるという。

## ストーリー

### 第1弾 〜エスパークスの大冒険〜
まだ神さえ生まれていない昔、地球は自然の法則によって形成されていた。ところが、暗黒世界より現れたDr.ガリポリは地球の神になるべく各地に自分の造った怪獣を撒き散らし、世界征服に乗り出した。1人の少年と1匹の白い猿は、Dr.ガリポリを倒すべく平和の石ニュートロンを探す旅に出た。やがて少年は女神の試練を乗り越え、勇者エスパークスとなりガリポリ軍団と戦いを繰り広げる。

### 第2弾 〜Dr.ガリポリの復讐〜
Dr.ガリポリは恐ろしい力「魔道力」を身につけて生きていた。その力の前に、カミサマ、女神も倒れ、ニュートロンも7つに砕かれる。ガリポリの腹心チョース・Kのオナラにより400年後の未来にタイムスリップしたエスパークスは、そこでDr.サッシーによりサイコノイドとして生まれ変わり、ムリックと呼ばれる人物から魔道力に対抗しうる、神の一族にのみ使える力「神道力」を授けられる。しかし、400年後の未来ではガリポリはさらに力を付けていた。エスパークスは未来を変えるため、再び400年前の世界に戻り、ガリポリと決着を付けるべく戦いに挑む。

### 第3弾 〜戦いはいつつくられる〜
プルー星の戦いを終え、地球に戻ったエスパークス。そこは、ジェラードと呼ばれる謎の人物に支配され、変わり果てた地上の姿だった。自然はすべて機械に変えられ、女神も、そして嘗てのガリポリの右腕シドまで支配下に置くジェラードにエスパークスは戦いを挑むが、シタールと呼ばれるメカノイドに手も足も出ない。そして、シタールの光原子ビームによりついにエスパークスは倒されてしまう。絶体絶命のキー助達。

### 第4弾 〜ゴールデン・スランバーズ〜
ジェラードを倒し、平和な日々が続いていた地球。しかし、ナゾの人物により悪魔の書の封印が解かれ、地上から光と人々の姿は消え、恐ろしい魔物が支配する世界になった。カミサマはエスパークスとキー助を生き返らせる決断をする。しかし、新たなる勇者であったはずのカミサマの息子・ジャディーンは、ナゾの人物の手により悪の王子にされた。ノート版ではジャディーンがナゾの人物を倒し、未来をジャディーンに託しエスパークスは再び黄金の眠りにつく結末と、謎の人物がパワーアップした時点で第1弾に回帰したと思われる描写の結末になる、2パターンがある（スーパーバトルコミック掲載時にはミックスされ、主に後者をメインとして構成されている）。

### 第5、6弾 〜ミラクルアドベンチャー（騎士たちの復活）〜
エスパークス第二章と銘打たれスタートした今作より、エスパークスは白い鎧に身を包み、今までの近未来的な装備から、より騎士に近い装備を身につけ「白い騎士」と呼ばれている。正伝とされるスーパーバトルコミックの第4弾のラストでは、第1弾に回帰する描写のラストのため、第4弾までのエスパークスと同一人物か不明（しかし、キー助が第4弾と同じ装備、また前作に登場していたドラゴが成長しているなど、第4弾のストーリーの続きではあるらしい描写がある）。
カミサマを信じる者はほとんどおらず、精神体となってエスパークスの中に存在する事しかできなくなるほど荒廃しきった地上。エスパークスはカミサマの命により、仲間と共に諸国のパトロールをしている最中、サレドリアの女王ティアラと出会う。モンスター達はなぜかティアラを、そして「パドロアの鏡」と呼ばれる鏡を狙う。そしてエスパークスの前に、強大な力を持つ心魔神キューカーが現れる。

### 第7、8弾 〜異次空からの来訪者〜
キューカーとの戦いから400年。地上は実体を取り戻したカミサマの元、聖戦士十字軍（バリスクロス）と呼ばれる聖戦士によって構成される軍隊が配備されていた。その聖戦士十字軍の入団試験に自らの誕生日に合格した少年、マーキュリアス（コロコロ版での表記。ノートでは名前の部分が空白で、"自分の名前を書き入れよう"となっており、ユーザーが好きな名前を書き込むような形になっていた）。その祝勝パーティー中、マーキュリアスは落雷を受け、意識を失う。その夜、彼の兄であるサジタリアスは寝付くことができず、弟を心配していたが、目の前で母親と父親がナゾの怪物に襲われ、殺される。必死に逃げるサジタリアスだったが、あっという間に追いつかれる。絶体絶命の危機に現れたのは、400年前に姿を消したキー助だった。彼は、エスパークス（このシリーズでは E/P と表記）と自身に起こった事を、カミサマに告げる。同じ時、異次元空間ギガンテよりプロトルードの時空主導権（マスターピース）奪回計画が開始されようとしていた。

### 第9弾 〜MAGIC CAPSULE〜
（スーパーバトルコミック未収録）
トレーニングをしようと海にやってきたサジタリアスとシラ。そこで2人はナゾのカプセルを発見する。2人の前で不気味に作動するカプセル。サジタリアスは攻撃を試みる。エスパークスの家に現れたナゾの老人2人とエスパークスの攻撃を吸収しパワーアップする恐ろしい敵。エスパークス最終章は、再び2つの結末が用意されている。しかし、戦いの末路が暗示されているルート、敵の正体と思しきものが明らかになるルート、どちらのルートも非常にショッキングな結末が待っている。オマケ漫画であるムレキングにも2種類の結末があり、1つは「続く」になっているが、続きが掲載されている書籍は存在していない。

## 番外編

### 第6 1/2弾 〜蘇りし魔人の挑戦〜
いわゆるギャグ回。フミカ姫の誕生日パーティーに呼ばれたエスパークス一行だったが、それはDr.ガリポリJr.が用意した罠だった。今までの強敵が復活、エスパークス（2代目）のお披露目などが描かれる内容だった。

### 超ギャグ手帳〜E／P公認超娯楽ギャグ大全集〜
1992年、第7弾から第8弾が発売される期間にリリース。ハガエル軍団を始めとするサブキャラ軍団たちで結成されたスーパーギャグボンバーズがメインのギャグマンガがちりばめられていながら第1段から第7弾までの歴代キャラクターやストーリーがコンパクトにまとめられている。なお、このシリーズに関しては制作・カラーリング・レイアウト・四コママンガ・その他を浅見国博（アクマニヒロン）が担当しており、征矢浩志は原作・ディレクション・資料提供としてクレジットされている。

### 第8 1/2弾 〜ハガちゃんの結婚式!〜
スーパーバトルコミック未収録。ギャグ中心のストーリー。人間の娘ジュリアちゃんに一目惚れしたハガちゃん。「なぜあんな小動物にあんなに綺麗な奥さんが!?」と絶叫する登場人物達。

## 主な登場人物

### ニュートリアン
エスパークス･グリンバーグ（初代E/P）
第1 - 4弾。主人公。原始人の少年で少しおっちょこちょいな勇者。
神道力と科学の力を駆使するニュートリアン。好きな食べ物はおにぎりだが、劇中でおにぎりを食べた描写は無い。弾ごとに姿（バトルスーツ）が変わる。また、第3弾以外はもう一段階変身する。
第1弾 - エスパークス
太陽の光をエネルギーに変えるエスパークス。地中での戦いで太陽エネルギーが不足しピンチに陥るが、ガリポリの太陽光より強いエネルギーを額の水晶に浴びスーパーエスパークスにパワーアップ。バトルスーツの細部が変わるのみで大きな変化は無かった。
第2弾 - サイコノイドエスパークス
神道力と未来の科学を身につけたエスパークス。ニュートロンの力により超サイコノイド・サイバーエスパークスに進化する。サイバーエスパークスは顔全体を覆うマスクを装着し、頭身も伸びる。左腕をビームキャノンに変化させ放つダイナマイトパンチが必殺技。
第3弾 - エスパークスGTR
ねがい玉によって蘇ったエスパークス。変身はしなかったが戦闘力は大幅アップした。エスパーソードというビームサーベルが武器。
第4段 - ビートルアーマーエスパークス（スーパーバトルコミック上では“ビートルアーマー”）
カミサマの命によりドラゴがニュートロンによって蘇らせたエスパークス。ハイパーバトルモードに変身する。ハイパーバトルモード時は口の部分にマスクを、腕にはエスパーシールドとは異なる形状のシールドを装着し、全身にスパークのようなオーラを纏う。
エスパークスホワイトナイト（白い騎士）
第5、6弾の姿。カミサマ代行も兼ねている白い騎士。必殺技は胸から放つギガヴォイド。意思を持っている聖剣ミノックスを持つ。
ジャディーン、シンディCを召喚する事ができる。キューカーを倒すため、ある人物と合体。
キー助
エスパークスの相棒の白猿。エスパークスが勇者に選ばれた時、言葉を話せるようになる。
シリーズが進むと、エスパークスのお下がりの鎧を着るなどしていたが、第7弾からは緑魔法（グリーンピース）と呼ばれる自然の力を操る魔法を習得した。
ジャディーン
カミサマの息子で、新たなる勇者。ナゾの人物により洗脳されるが、エスパークスの神道力によって意識を取り戻した。
後にシンディCと結婚し、4人の子供をもうける。
シンディC
エスパークスに助けられた人魚（この出会いの様子はカンペンケースに前日談のような形で掲載）。
エスパークスのパワーを受け、キー助、ジャディーンに次ぐ第四のニュートリアンとして戦士になった。

### ガリポリ軍団
Dr.ガリポリ
悪の天才科学者。第2弾では魔道力を駆使しパワーアップ。怪物のような姿に変身もした。
シド
ガリポリの右腕。魔道力をもつ猿。
当初はキー助のライバルだったが、ガリポリ死後はエスパークスの宿敵になった。
第6弾まで時には味方、時には敵として度々登場した。
チョースK
いかりや長介のパロディで、ガリポリの腹心。
いつの間にか初期に着ていた鎧を脱ぎ捨て、ハガエル軍団の変体マッチョ担当というギャグキャラに転身した。
Dr.ガリポリJr.
6 1/2弾に登場したガリポリの息子。自分の父親であるDr.ガリポリを第1弾版と第2弾版の2人にして復活させた他、ジェラードやキューカーなど、各弾のボスやカンペン版の敵、ゲームボーイ版のラストボスなどを復活させたが、シドだけ蘇らせなかった。「ぼくみっちゅ」と言っているので3歳児らしいがおしゃぶりをしている事に加え、父親譲りの髭がある。

### 神聖軍
カミサマ
いわゆる神様。見た目はぬいぐるみのよう。表記は「神様」ではなく「カミサマ」。キングトロンと呼ばれる白いドラゴンが正体。右目には「和のニュートロン」を持つ。
女神様
カミサマの奥さん。カミサマと違い人間の姿で美人。クィーントロンと呼ばれる白いドラゴンが正体。右目には「愛のニュートロン」を持つ。
なお、「和」と「愛」のニュートロンは合体して初めて「和」のニュートロンの力を発揮する。
ムリック
エスパークスの師匠と呼ぶべき人物。神道力をエスパークスに教えた。正体はスーパートロンで「勇気のニュートロン」を持つ。
実はカミサマと双子。
Dr.サッシー
天才科学者。エスパークスのサポートをし、後にESPシードを開発する。
ユビデン
Dr.サッシーの息子。
ミュウ
キー助の弟子である小猿。態度が大きい。
ドラゴ
子供のドラゴン。第5弾では成長した姿で登場するが、「怖い顔になってしまった」のが自分でもショックらしく、よく泣く。

### ハガエル軍団
ハガちゃんを中心としたマスコットキャラ軍団で、ギャグ担当。
ハガエル3世（ハガちゃん）
水の世界アクエリオの王様で、シリーズのマスコット的存在。本名はハガエル・ヨラヨーラ3世。王冠をかぶり、ヒゲを生やしたカエルのキャラ。好物は春巻きとから揚げ。地球上の生命体が生きられないような環境にも耐え、バラバラにされてもセロハンテープで身体をつなぎ合わせれば復活できる。
タグティの実を食べるとビッグハガちゃんになれる。また、おならを3回するとベリースモールハガちゃんになれる。非常に長生き。多くの奇妙なマシーンを持っている。キューカーの戦いの後、「うっかり」400年寝る。
ジュリアちゃん
元モデルでハガちゃんの奥さん。一目惚れしたハガちゃんのある作戦により、ハガちゃんに一目惚れし結婚した。フルネームは池井樹里亜（いけいじゅりあ）。
チャッキー
ハガちゃんの家来。顔だけのヒヨコ。初登場時は「チャッキーでーす」と喋っていたが、以降の弾では言葉が喋れなくなった。
スガビーと共に、敵を掃除機のように吸い込んで食べる。タグティの実を食べて巨大化が可能。
スガビー
ハガちゃんの家来。ハガエル軍団に珍しいツッコミ役。短気。オカマ口調。
ばばりん
ブタの顔を持つナゾの生物。キューカー戦後、400年寝る前に蚊取り線香入れと間違われどこかにしまわれた。
かわQ
キュウリが好物のペンギンのような生物。400年寝た後に髪型が変わった（伸びた）。
のぐじぃ
おならの威力、香りを自由に操るナゾの老人。香水の香りのするおならも出せる。
チム
かわQの代わりに連れて来られた、ピンク色の犬。セクシーダイナマイトという、ナイスバディの女の子に変身・3分後に自爆してしまう能力を持つ。
モデルは作者のソッピー君の妻となる。
リッキー君
クマの頭に6本足が付いているような生物。第6弾の際、モンスターと化した人間と同じ姿をしており、そのうちの一体をチョースKとクロダマンがハガちゃんにプレゼントしたかたちで仲間に加わった。
エスパークスと同等のパワーを持っているキャラで、マッチョな肉体の体力増幅スーツと合体するとシリーズ最強のパワーを誇る。
クロダマン
チョースKの相方2人でスマイリーブラザーズ。

### ジェラード
ジェラード
地球を機械の星に変えてしまった人物。サイボーグで、その動力源は身体に取り込んだカミサマとムリックだった。
エスパークスと共に自爆する。
シタール
ジェラードの作り出した「悪のエスパークス」。当初はエスパークスを圧倒したが、ねがい玉によって復活したエスパークスに倒される。

### 心魔神
ティアラ
サレドリアの女王。彼女にはある秘密がある。
チャクラ
ティアラのペット。
心魔神キューカー
ある人物と身体を共用している「完全悪」。パドロアの鏡に封印されていたが、その鏡を破壊する事により完全体に進化した。残忍な性格だが、会話に軽いジョークも挟む。
6 1/2弾では少しナルシストな性格になった。

### 聖戦士十字軍（バリスクロス）
キューカーとの戦いの後、神族ゴブリンによるクーデターが起こり13年戦争が勃発した。ジャディーンとシンディCの4人の子供、ウィルシード、シオン、パウル、レテューの活躍により神聖軍は勝利を納めるが、地球は壊滅状態に陥った。それを機に、聖戦士十字軍が結成され、地球の平和に貢献した。彼らの科学者が開発したESPシードは、埋め込まれた人間の潜在能力と魂力（ソウル）を引き出し、空気中のニュートロン粒子を集めバトルスーツを形成する究極の兵器である。現存するのはわずかに5つである（ただし、劇中での装備者はエスパークス、サジタリアス。シラの3人のみ。一部媒体ではハウコラとグレイプも資格者であるとの表記があるが、劇中では聖戦士十字軍の軍服らしき姿のみである）。
エスパークス・インフィニティ（二代目エスパークス）
ギガンテで重傷を負ったエスパークスが肉体を捨てギガンテから脱出し、その精神体はマーキュリアスという少年の中へと入り込んだ。しばらくはマーキュリアスの精神は眠り、エスパークス（初代）が少年の身体を使っていたが、激しい怒りにより目覚めた少年の魂とエスパークスの魂が合体し、新たなエスパークスが誕生した。
エスパースラッシャー、ストゥーパーキャノン、ラマバトゥール、マグニクラッシャーなど様々な必殺技を持つ。斬った相手の身体を取り込んでしまうソウルブレードが最大の武器。性格は「白い騎士」に輪をかけておっちょこちょいで、笑いがないと生きていけない性格（ただし、初登場である第7、8弾では初代エスパークスの影響もあってか至ってシリアス）。
サジタリアス
マーキュリアスの兄。ESPシードに選ばれたニュートリアン。光を操る。
必殺技はコライディングサークル。第9弾のパワーアップ後はESPシードが攻撃力特化と、スピードを生かせる軽量装備に変化した。
シラ
二代目エスパークスの世代で一番初めにESPシードに選ばれた回復と防御の能力を持つニュートロン戦士。
最高奥義であるサンヒャンダンスによってどんな攻撃もかわすことができる。
第9弾でのパワーアップ後は防御力、回復力の上昇と、相手の気を読むことができる力もつけた。
プルーデンス
聖戦士十字軍隊長の老ドラゴン。普段はカミサマの執事もしている。
必殺技は全身の筋力を増幅させるマックスオーバードライブ。
パワーファイターにして老獪な戦術で若い戦士をサポートする。そのパワーはマジックカプセルのパワーファイター、ブーツィーも凌駕した。
厳しくスパルタな性格で、そのスパルタぶりからエスパークスやサジタリアスに地味な嫌がらせを受ける事もあるが、大抵その後は「お仕置き」が待っている。
フリッパー
Dr.サッシーの子孫。
ビッケ教授＆ミューキィー（ミューキー）
考古学者とそのサポーター
ハウコラ
聖戦士十字軍隊員。地味だが強い。
グレイプ
聖戦士十字軍の女隊員。ハウコラの相方。髪型を「ウンコ」と言われると怒り出し、ヒステリーが強力なビームになる。

### プロトルード
現在の世界と同じ流れを持ちながら、決して現代と交わることのない場所、異次空間（アナザーサイド）ギガンテに閉じ込められた特殊生命体。カミサマが地球を平定する際、あまりに危険な能力を持つためギガンテに封印されたが、プロトルード達はその事を憎み、悲しんだ。その感情が、特殊能力と凶暴な性格を増長させていった。時空主導権（マスターピース）を奪回し、現時空を手にする事が最大の目的。
ギルティ
カミサマに封印されたプロトルードのリーダー。物体を通り抜ける能力を持つ（最終決戦時にはサジタリアス達の身体を通り抜けた上、融合したかのような体型にもなった）。また、指先のみ相手の頭に融合させ、相手の思考を読み取る事もできる。
バーバ
相手の身体を取り込み（劇中では「食べる」）、その能力を自分の物にする。ただし、相手をすべて取り込まず、「食べ残す」と、オリジナルより能力は劣化する。
トローマ
気温を操る技、ディアドルサーモを使うプロトルード。フェイス族という頭部のみの生物。美しい女性の顔を持ち、顔を傷つけられると逆上し、敵味方を区別無く攻撃する。
フルチ
血を操るプロトルード。ギルティに次ぐNo.2。身体をバラバラにされても、血で身体をつなぎ合せ再生する事ができる。しかし、キー助によって不幸な最期を遂げている。

### マジックカプセル
不気味なカプセルから現れたナゾの敵（シラは彼らから生命力を感じることができなかった）。RPGのキャラクターのように、戦闘や相手のエネルギー（ソウル）を吸収する事で経験値を蓄積し、「レベルアップ」と共にパワーアップし姿を変える。エスパークス達の技を奪い、リーダー格のプリーストに到っては顔までエスパークスそっくりに進化する。また、モンスターを産むカプセル「ミ・オ」を使う事ができる。
彼らの正体は、あまりにも衝撃的な物だった。戦闘ラストシーンではブーツィー、シャバは倒されているような描写が見られるが、プリーストは直前に経験値がレベルアップに達していたため、更なるパワーアップをした可能性がある。
プリースト
カラーはグレー。エスパークスと同じ魂を持つため、ソウルブレードの攻撃を受け付けない。エスパークスのパワーを吸収後は、胸にエスパークスと同じ紋章が浮かび上がった。
ブーツィー
カラーはグリーン。大柄でパワーファイター。シラのサンヒャンダンスを習得。
シャバ
カラーはイエロー。小柄でスピード主体の戦士。プルーデンスを翻弄した。劇中では使わなかったが、サジタリアスのコライディングサークルを使用できる。

## 終了までの経緯
エスパークス・ホワイトナイト編からエスパークスインフィニティーが登場・活躍する第8･1/2弾までは、ゲームボーイソフト、各種玩具等の発売、『コロコロコミック』で漫画化（元々もノートに掲載された「漫画」であるため、漫画化という表現は正確では無いが『コロコロコミック』上には「漫画化決定」と表記）、小学館全学年誌でのエスパークス関連記事掲載など、メディアミックスも好調であった。
だが、当時大ブームだったスーパーファミコン用ソフトの発売が開発上の問題から予定の1993年12月より大きく遅れることになった（当時は発売日未定。結局1995年に発売された）ためにコロコロコミックでの漫画連載が終了し、さらにはエスパークス文房具シリーズ自体がPTAからの批判により、学校への持込が禁止されてしまったことから、第9弾を以て終了せざるを得なくなった（文房具屋では学校禁止の商品は取扱えなかった）。

## 復刊本発売からの主な動き
- 1995年の終了から13年後となる2008年、復刊ドットコム（当時はブッキング）にて復刊リクエストの結果により「エスパークス・スーパーバトルコミック」の復刊発売が決定

- 上記に伴い、当時のスタッフが再集結し公式サイトを設立（ストーリー紹介、壁紙画像のダウンロード、グッズ販売等掲載）

- 2009年3月、スーパーバトルコミックの復刊本（スーパーバトルコミックには未掲載だったPART8･1/2とPART9を加えた完全版）である「エスパークス20周年記念BOX限定版（ハードケース入り・スペシャルブックレット付）￥3,900」を発売

　発売記念として、ジュンク堂池袋店にて原画展を開催
- 2009年8月、限定版が完売したため「エスパークス　スタンダード・エディション・￥3,100」（ハードケースとスペシャルブックレットは無し）を発売

- 2011年9月、MONSTOCK!!よりソフビ人形を発売

- 2011年11月、GetNaviモノホン GetNavi12月号別冊（学研）にエスパークス紹介記事掲載（4C見開き2ページ）

- 2012年4月、すごい文房具エクストラ CIRCUS MAX5月号増刊（KKベストセラーズ）にエスパークス紹介記事掲載（4C見開き4ページ）

- 2015年2月、週刊ポスト2月13日号（小学館）にエスパークス紹介記事掲載（4C･1/2ページ）

- 2015年7月、電子書籍版「エスパークス　スタンダード・エディション・￥1000」を発売

- 2016年2月、LINEクリエイターズスタンプ（イマジニア）を発売

- 2016年5月、エスパークス公式インスタグラム開設（公式サイトは諸事情により2016年5月31日閉鎖）

- 2016年7月、アパレルブランド（THUNDERBOX）とのコラボを発表

- 2023年3月、ACTマーケティングからアクリルスタンドのカプセルトイを発売

## 商品展開
- ノート
- 缶ペンケース
- メモ帳
- 下敷き
- 定規
- カードくじ
- 単行本
- ゲームソフト
  - エスパークス 失われた聖石ペリヴァロン（ゲームボーイ・1992年12月11日発売・トミー・2Dアクション）
  - エスパークス 異時空からの来訪者（スーパーファミコン・1995年3月31日発売・トミー・アクションRPG）
- 裁縫道具ケース

など。